# Тея (король остготів)
Тея або Тіла (? — 552/553) — король остготів у 552.
Про його родину нічого невідомо. Був одним з провідних військовиків остготського короля Тотіли. Після поразки та загибелі останнього у 552, Тея очолив боротьбу проти візантійців. Його також оголошено новим королем. Спочатку зумів утримати Лаціум з Римом, після чого перейшов у наступ на Кампанію.
Наприкінці 552 або на початку 553 у битві біля гори Лактарі (біля Нуцерії) Тея зазнав поразки від візантійців на чолі із Нарсесом й загинув. Його брат Алігерн здався. Більшість остготських військовиків загинуло або здалося у 555 в Салерно.
До 561 остготський аристократ Відін чинив спротив візантійцям на півночі Італії.